# Trichlorure d'azote
Pour les articles homonymes, voir Agene (homonymie).
Le trichlorure d'azote, également connu sous les noms de trichloramine, nitrure de trichlore, est un composé chimique de formule NCl3. Il appartient au groupe des chloramines.
Il est le plus souvent rencontré comme un sous-produit de réactions chimiques entre les dérivés d'ammoniac et de chlore, par exemple dans les piscines entre le chlore des désinfectants et l'urée de l'urine (ou la sueur) des baigneurs. Le trichlorure d'azote peut se former en faibles quantités lorsque les toilettes sont désinfectées avec la monochloramine. Il a été découvert au XIXe siècle par Alexis Thérèse Petit.
À l'état pur, NCl3 est très réactif. Il a les mêmes effets que le gaz lacrymogène, mais n'a jamais été utilisé en tant que tel.

## Structure
Comme l'ammoniac, le trichlorure d'azote présente une structure pyramidale.
La distance N-Cl est de 176 pm et l'angle Cl-N-Cl est de 107°. L'électronégativité (sur l'échelle de Pauling) est très similaire pour l'atome d'azote (3,04) et de chlore (3,16).

## Utilisations
Il était autrefois utilisé illégalement comme agent de blanchiment de la farine sous le nom d'« agène ».

## Préparations
Le trichlorure d'azote est préparé par le traitement des sels d'ammonium, tels que :
- le nitrate d'ammonium avec du dichlore :

14 NH4NO3 + 5 Cl2 → 2 NCl3 + 4 NH4Cl + 20 H2O + 22 NO ;
- ou de l'ammoniac avec du dichlore :

4 NH3 + 3 Cl2 → NCl3 + 3 NH4Cl.
La monochloramine et la dichloramine, NH2Cl et NHCl2 respectivement, sont présents lors de cette réaction.

## Réactions
Le trichlorure d'azote est un corps instable, dans l'eau il s'hydrolyse (rapidement dans l'eau chaude) en ammoniac et en acide hypochloreux, selon la réaction :
NCl3 + 3 H2O → NH3 + 3 HOCl.
Il est aussi explosif, son enthalpie de formation étant de +232 kJ/mol, il se décompose directement en diazote et en dichlore :
2 NCl3 → N2 + 3 Cl2.